# Ascoli Satriano
Ascoli Satriano (latinsky Asculum, Asculum Apulum, Asculum Satrianum, někdy též Ausculum (Satricanum)) je italské město ležící v nížině Tavoliere v provincii Foggia v kraji Apulie. Žije zde 6167 obyvatel (stav k 31. prosinci 2017).
Patronem města je San Potito

## Historie
Ascoli je známé především díky bitvě, v níž moloský král Pyrrhos v bitvě u Ascula roku 279 př. n. l. dosáhl příslovečného Pyrrhova vítězství. V 9. století bylo město obleženo a dobyto Saracény.
Sousední obce jsou Candela, Castelluccio dei Sauri, Cerignola, Deliceto, Foggia, Lavello (PZ), Melfi (PZ), Ordona, Orta Nova a Stornarella.

## Pamětihodnosti
V Ascoli Satriano se nachází daunijský archeologický park a rozsáhlé soukromé sbírky daunijských stél.

## Osobnosti města
- Michele Placido (* 1946), herec (komisař Corrado Cattani v seriálu Chobotnice), režisér a scenárista
- Gerardo Amato (* 1952), herec